# 埃利通湖
埃利通湖是俄羅斯的鹹水湖，位於伏爾加格勒州內，海拔以下15米，面積152平方公里，平均水深0.5至0.7米，春季水深達1.5米，湖水由7條河流注入，鹽度200g/L至500g/L，約為死海的1.5倍。

## 外部連結
- 湖泊圖片